# Crithote crinipes
Crithote crinipes là một loài bướm đêm trong họ Erebidae.